# فاسيلكيفكا (دنيبروبيتروفسكا)
فاسيلكيفكا (بالأوكرانية: Васильківка؛ وبالروسية: Васильковка)، هي مستوطنة ريفية تقع في منطقة سينيلنيكوف [الإنجليزية]، أوبلاست دنيبروبيتروفسك، أوكرانيا. وهي بمثابة المركز الإداري لمستوطنة فاسيلكيفكا، إحدى وحدات الحكومة المحلية في أوكرانيا.
يقدر عدد السكان بنحو 11,184 نسمة اعتبارًا من عام 2024، مقارنة بـ 11,242 نسمة في عام 2022.
تقع فاسيلكيفكا على ضفاف نهر فوفشا، أحد الروافد اليسرى لنهر سامارا، وهو نفسه أحد الروافد اليسرى لنهر دنيبر.

## أعلام
- فلاديمير ماسلاتشينكو